# Smittia atra
Smittia atra är en tvåvingeart som beskrevs av Freeman 1954. Smittia atra ingår i släktet Smittia och familjen fjädermyggor. Inga underarter finns listade i Catalogue of Life.